# Alexander Leonowitsch Rotinjan
Alexander Leonowitsch Rotinjan (armenisch Ալեքսանդր Լևոնի Ռոտինյան, russisch Александр Леонович Ротинян; * 13. Augustjul. / 26. August 1913greg. in St. Petersburg; † 30. März 1991 in Leningrad) war ein russisch-armenischer Elektrochemiker und Hochschullehrer.

## Leben
Rotinjan, Sohn des Physikochemikers Lewon Alexandrowitsch Rotinjan, studierte Chemie am Jerewaner Polytechnischen Institut mit Abschluss 1935. Anschließend arbeitete er als Aspirant am Leningrader Polytechnischen M.I.Kalinin-Institut mit Promotion zum Kandidaten der Chemischen Wissenschaften 1938. In dieser Zeit wurde er durch seine Schachkompositionen bekannt. 1937 wurde er aus dem Sowjetischen Schachverband wegen einer Veröffentlichung in der deutschen Schachzeitschrift Die Schwalbe ausgeschlossen.
1938 wurde Rotinjan Dozent am Lehrstuhl für Physikalische Chemie des Nowotscherkassker Polytechnischen Instituts.
Während des Deutsch-Sowjetischen Krieges diente Rotinjan 1941–1945 in der Roten Armee als Zugführer eines Panzerzuges an der Leningrader Front und als Leiter einer Einheit des Chemischen Dienstes.
1945 wurde Rotinjan stellvertretender wissenschaftlicher Direktor des Leningrader Forschungs- und Projektierungsinstituts für Bergbautechnologie „GiproNickel“. 1952 wurde er zum Doktor der Technischen Wissenschaften promoviert. 1960 folgte die Ernennung zum Professor am Lehrstuhl für Elektrochemie des Leningrader Technologie-Instituts, den er dann 1969–1986 leitete.
Rotinjan wurde in Leningrad auf dem Komarowo-Friedhof begraben.

## Werke (russisch)
- Angewandte Elektrochemie (1962, 1967, 1974)
- Theoretische Elektrochemie (1981)
- Grundlagen der Metallurgie
- Optimierung der Chlordarstellung

## Ehrungen
- Medaille „Sieg über Deutschland“
- Stalinpreis II. Klasse (1950) für die Entwicklung einer Metallgewinnungstechnologie
- Medaille „Zum 250-jährigen Jubiläum Leningrads“
- Orden des Vaterländischen Krieges II. Klasse (6. April 1985)[7]